# تاريخ سني ملوك الأرض والأنبياء
تاريخ سِنِي ملوك الأرض والأنبياء هو كتاب في التاريخ العام من تأليف حمزة الأصفهاني. اسمه الأصلي هو تاريخ كبار العالم، ويُذكر أيضًا بأسماء أخرى مثل تاريخ كبار البشر وكتاب الأم. وهو الكتاب التاريخي الوحيد الذي وصلنا من تأليف الأديب المسلم حمزة الأصفهاني، يذكر فيه في عشرة فصول من سنوات حكم ملوك وحكام إيران والروم والقبط واليهود والمناذرة والغساسنة وحمير وكندة وقريش، والأنبياء الذين عاصروا بعض هؤلاء الحكام. وعند ذكره لتاريخ قريش ستمر إلى العصر الإسلامي ثم عصر الخلفاء حتى سنة 350هـ، مع عدم إغفال الاهتمام بالحكومات الإيرانية المعاصرة في عصر الخلفاء. يركز هذا الكتاب بشكل أساسي على تحديد سنوات حكم الحكام والملوك بشكل صحيح بمساعدة الحسابات الفلكية، وبالتالي، بدلًا من أن يكون له نهج تاريخي، فهو عبارة عن تقويم يحتوي على بعض التفاصيل التاريخية والاجتماعية. إلا أن الدقة المستخدمة فيه، إلى جانب المنهج العلمي في تأليف الكتاب، رفعت أهميته إلى مستوى العمل التاريخي الموثوق. توجد عدة مخطوطات كاملة وغير كاملة لهذا الكتاب. نشر جوتوالد النص العربي للكتاب لأول مرة في عام 1844، وترجمته اللاتينية في عام 1848 في لايبزيغ. وفي سنة 1866 نشر المولوي كبير الدين هذا الكتاب في كلكتا تحت عنوان تاريخ ملوك الأرض. وفي عام 1932، نشر ديفيد بوتي ترجمة إنجليزية للكتاب في بومباي. ولأول مرة في عام 1346هـ قام جعفر شعار [الفارسية] بترجمة هذا الكتاب إلى اللغة الفارسية، ونشره تحت عنوان تاريخ الأنبياء والملوك.